# Recuerdos de la Alhambra
Recuerdos de la Alhambra è un brano per chitarra classica composto da Francisco Tárrega nel 1896. Il pezzo, il cui titolo si ritiene ispirato dal libro Tales of the Alhambra di Washington Irving, venne inizialmente concepito dal suo autore come studio molto avanzato sulla tecnica del tremolo, che è impiegata per tutta la sua durata; ma il suo assoluto valore musicale e la ricercata liricità - insieme all'alta consapevolezza tecnica richiesta nell'esecuzione - ne hanno fatto uno dei classici più famosi al mondo ed un pezzo imprescindibile nel repertorio di tutti i più grandi concertisti.
Il brano, che presenta ininterrottamente l'esecuzione del tremolo a quartine, è costituito dalla ripetizione di due sezioni, di cui quella iniziale è in La minore e la seconda passa alla tonalità maggiore, ricreando un effetto di contrasto struggente-luminoso tipico della musica spagnola cui Tarrega intendeva dare espressione.

## Inserito in colonne sonore
Recuerdos de la Alhambra è stato usato diverse volte nelle colonne sonore cinematografiche, compresa la colonna sonora del film Urla del silenzio (sotto il titolo Étude) e in Sideways.
La versione di Jonathon Coudrille fu usata nei titoli di testa della serie televisiva britannica Out of Town.
Eseguita da Pepe Romero è stata inserita in un episodio della sesta stagione de I Soprano, dal titolo Luxury Lounge.
Ruggiero Ricci creò un arrangiamento per violino pubblicato da Ovation Press.
Gideon Coe, su BBC Radio 6Music, utilizzò questo brano come sottofondo musicale nel suo show serale dei giorni feriali.
Il violista italiano Marco Misciagna ha pubblicato l'arrangiamento di questo brano per viola sola.

## Versioni vocali
- Nana Mouskouri ha interpretato il pezzo.
- Sarah Brightman lo ha inserito nel suo album Classics.